# Ulrich Völkel
Ulrich Völkel (* 30. Oktober 1940 in Plauen, Vogtland) ist ein deutscher Schriftsteller.

## Leben
Ulrich Völkel legte 1959 die Reifeprüfung ab und leistete anschließend Wehrdienst bei der Nationalen Volksarmee. Ab 1961 war er als Bühnenarbeiter und Dramaturgie-Assistent am Theater in Putbus auf Rügen tätig. 1962 wurde er Kulturreferent der Stadt Saßnitz, und ab 1962 wirkte er in der Kulturarbeit der Stadt Schwerin. Von 1963 bis 1965 absolvierte er ein Studium am Leipziger „Literaturinstitut Johannes R. Becher“, das er mit dem Grad eines Diplom-Philosophen abschloss. Danach war er künstlerischer Mitarbeiter am Staatstheater Schwerin und am Volkstheater Rostock. Seit 1975 ist er freier Schriftsteller. Ab 1988 lebte er im thüringischen Arnstadt, wo er 1993 den Rhinoverlag gründete, den er bis 2006 leitete. Von 2001 bis 2021 war er in Weimar ansässig, seitdem lebt er in Dresden. Er hat 2 Kinder.
Völkel ist Verfasser von Romanen, Erzählungen, Gedichten und Theaterstücken. Daneben gibt er belletristische Werke und Sachbücher, meist mit regionalkundlicher Thematik, heraus und wirkt als Lektor für
diverse Verlage.
Er war von 1968 bis 1989 Mitglied des Schriftstellerverbandes der DDR. Dort bekleidete er auch leitende Funktionen: Ab 1971 war er in Schwerin Bezirksvorsitzender; ab 1975 SED-Parteisekretär im Rostocker Verband. Parallel war er mindestens von 1963 bis 1985 als Inoffizieller Mitarbeiter der DDR-Staatssicherheit unter den Decknamen "Eckart Pontow" bzw. "Heinz Malchow" erfasst und tätig.
1968 erhielt er den Fritz-Reuter-Kunstpreis des Rates des Bezirkes Schwerin, 1969 den Hauptpreis im Dramatikerwettbewerb des Ministeriums für Kultur der DDR sowie 1979 den Theodor-Körner-Preis.

## Werke
- Kain und Abel, Berlin 1968
- Freitags beim Angeln, Berlin 1971
- Schweriner Geschichte(n), Schwerin 1972 (zusammen mit Karlheinz Effenberger)
- Auf der Brücke mit Marie, Berlin 1973
- Das Schiff läuft wieder aus, Berlin 1975
- Mit Leier und Schwert, Berlin 1983
- Bergers Ehe, Berlin 1985
- Adler mit gebrochenem Flügel, Berlin 1987
- Der vierte Schlüssel, Berlin 1988
- Zwei Riesen im Sund, Berlin 1988
- Luc und die Wölfe von Paris, Berlin 1989
- Mittelthüringen, Erfurt 1993
- Thüringer Wald, Erfurt 1993
- Der Tresor des Diktators, Erfurt 1993
- Daheim, in meinem fremden Land, Arnstadt [u. a.] 1999
- Ein Elefant im Hotel, Weimar 2002 (zusammen mit Klaus Martin)
- Höhlen, Grotten, Schaubergwerke in Thüringen, Ilmenau 2007
- Kleiner Bildband Weimar, Weimar, Thür. 2009 (zusammen mit Johannes Bock)
- Heimische Pflanzen, Ilmenau
  - 1. Blumen und Kräuter, 2010
  - 2. Gräser und Kräuter, 2011
  - 3. Bäume und Sträucher, 2011
- Miteinander füreinander, Erfurt 2010
- Bonjour citoyen, Erfurt 2012
- Heimische Tiere, Ilmenau
  - Vögel, 2012
- Das ferne Grab, Weimar 2014
- Die entlaufene Leiche vom Zeughof. Kommissar Ponte ermittelt (1), Wiesbaden 2014
- Unter schwebender Last lauert der Tod. Kommissar Ponte ermittelt (3), Ilmenau 2017
- Drei tote Männer und eine Frau. Kommissar Ponte ermittelt (4), Ilmenau 2017
- Der Tod eines Buchhändlers. Kommissar Ponte ermittelt (5), Ilmenau 2018
- Ich werde dich töten. Kommissar Ponte ermittelt (6), Ilmenau 2018
- Stein von der Brücke. Kommissar Ponte ermittelt (7), ilmenau 2019
- Gonikowski. Oder wie Macht geht, Weimar 2020

## Herausgeberschaft
- Geburtstag besonderer Art, Schwerin 1969
- 77 Restaurants und Rezepte in Thüringen, Arnstadt 1993
- Harry Thürk, Halle (Saale) 2007 (herausgegeben zusammen mit Hanjo Hamann und Stefan Wogawa)
- August Heinrich Hoffmann von Fallersleben: Gedichte und Lieder, Weimar 2008
- Kleines Lexikon Weimarer Persönlichkeiten, Weimar 2009
- Kleines Lexikon Bauhaus Weimar, Weimar 2010 (herausgegeben zusammen mit Christian Tesch)
- Ich erinnere mich. Aufzeichnungen, Reisen und Tagebücher, Weimar 2014 (Autor: Wolfgang Held)
- Stolperstein-Geschichten Weimar, Weimar 2016
- Stolperstein-Geschichten Aurich, Weimar 2018

## Anmerkung
1. ↑  Joachim Walther: Sicherungsbereich Literatur. Schriftsteller und Staatssicherheit in der Deutschen Demokratischen Republik. Ch. Links, Berlin 1996, ISBN 3-86153-121-6; S. 749 f.